# Casa natal de Martín Lutero
La casa natal de Martín Lutero es un edificio conmemorativo en Lutherstadt Eisleben, donde nació el reformador cristiano Martín Lutero. Construido en 1693, es uno de los museos más antiguos de Alemania y fue declarado Patrimonio de la Humanidad por la Unesco en 1996. Se encuentra en la calle Lutherstrasse 16, cuyo nombre histórico era Lange Gasse hasta 1872.

## Historia

### Lutero en Eisleben
De niño, Martin Lutero vivió en Eisleben solo las primeras semanas después del nacimiento. Su nacimiento se produjo mientras sus padres estaban viajando de Möhra a Mansfeld, donde su padre tenía la intención de establecerse para trabajar como fundidor. A pesar de su breve estancia, Martin Lutero se sintió estrechamente legado a su ciudad natal y al lugar de su bautismo durante toda su vida. Aunque nunca vivió allí de forma permanente, visitó la ciudad varias veces, la última vez en 1546, cuando quiso resolver una disputa entre los condes de Mansfeld.

## Historia de la construcción

### El lugar de nacimiento original de Lutero

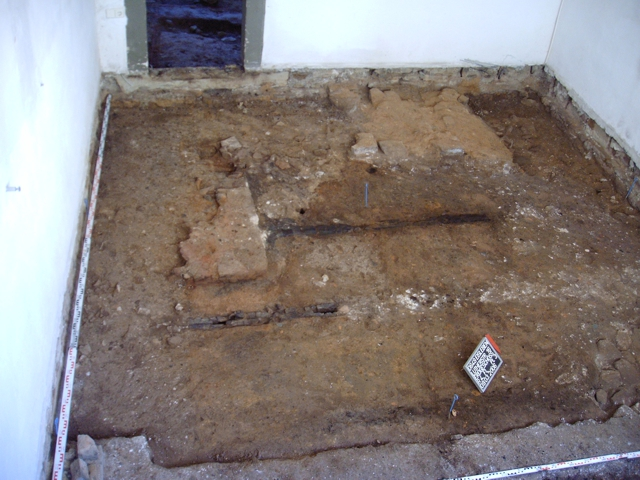
Restos de la casa natal original de Lutero en Eisleben, que se incendió en 1689: tablones carbonizados y suelo de arcilla. A la izquierda, los cimientos ligeramente elevados de una estufa de azulejos, que fue parcialmente destruida por el nuevo edificio en 1693.

El edificio anterior, que se encontraba en el mismo lugar del edificio conmemorativo, fue arrasado por un incendio de la ciudad en 1689. Durante las excavaciones realizadas en 2006 se descubrieron algunos restos en el interior del edificio actual. Bajo los escombros se encontraron varias vigas carbonizadas, que debían ser soportes de un suelo de tablones, y un suelo de arcilla teñido de rojo por la acción del calor. Mientras que la cerámica encontrada en los suelos data de los siglos XIV-XV, la datación por radiocarbonio de una viga indicó una antigüedad en torno a 1500 o 1600, por lo que no se puede descartar por completo una reconstrucción del suelo alrededor a 1600 o un edificio construido en torno a 1500. Pero probablemente sean realmente los restos de lugar original de nacimiento de Lutero. Los muros exteriores del edificio incendiado fueron removidos cuando se construyó el edificio conmemorativo en 1693. Sin embargo, los sitios que asientan las vigas y una viga del suelo carbonizada muestran una división interna del edificio realizada por un muro de celosía. También se ha encontrado una placa de horno. La casa natal original de Lutero medía probablemente unos 10 × 6 metros con un anexo sobre el lado este del patio de aproximadamente 4 × 4. Dado que hay sótanos abovedados bajo los restos del incendio, éstos también deben haber sido contados como parte de la construcción original. Las excavaciones realizadas en las proximidades del edificio demuestran que la casa natal de Lutero había sido construida en un entorno suburbano de carácter artesanal. No pertenecía a la familia Lutero, sino que solo fue habitada durante unas semanas con motivo del nacimiento de Martín, antes que la familia se trasladara a Mansfeld.
La casa natal original permaneció en propiedad privada hasta 1689. Pero en un primer momento se convirtió en un lugar de culto para Lutero. Ya en el siglo XVI se colocó una placa de madera. Hacia finales del siglo XVIIi, sin embargo, la casa se deterioró y se instaló una taberna. Al magistrado de Eisleben no le gustó el aspecto de la casa y decidió hacer retirar el panel de madera. Poco tiempo después, el edificio se incendió. En cambio, el panel de madera se usó como «imagen del Lutero no quemado» y se consideró una importante reliquia de la veneración del reformador. Tras el incendio de la ciudad, en 1689, el magistrado obligó a la propietaria, Marie Friedrich, a vender la casa a la ciudad negándole los habituales préstamos para la reconstrucción que eran habituales en la época después de los incendios de las ciudades.

### El edificio conmemorativo del 1693

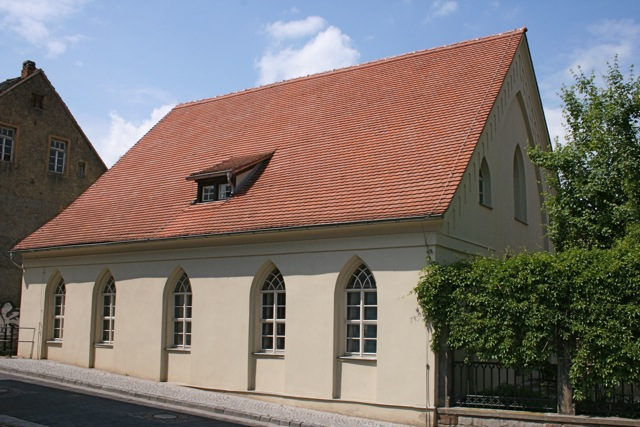
El colegio para los pobres de 1817

En lugar de la pequeña casa suburbanal, en 1693 se construyó un edificio conmemorativo representativo. No se ajustó a las dimensiones y a la disposición de la casa natal original de Lutero. Por lo tanto, desde el siglo XIX lo que se denomina como "cuarto del nacimiento de Lutero" no es probable.
Lo que llama la atención del edificio conmemorativo es que en el periodo barroco, se utilizaron elementos decorativos renacentistas en la fachada y en el patio para que el pareciera más antiguo. Las habitaciones de la planta baja, adyacentes al atrio, se utilizaron como escuela para los pobres. El apartamento del maestro estaba en el piso superior. Se cree que la casa de Lutero se encuentra en el primer piso, en particular la "hermosa habitación" con su techo pintado y los retratos que formaban un marco representativo. Bajo el mandato del rey prusiano Federico Guillermo III se reconstruyó el edificio, a partir de 1817, y se amplió la colección. La escuela de los pobres se trasladó a un nuevo edificio en el patio trasero y el apartamento de los maestros a un edificio en el ala lateral al oeste del patio, lo que dio a la casa un carácter más museístico. En 1864, sobre el proyecto del arquitecto Friedrich August Stüler, se compró el edificio vecino al este y se demolió en 1867 para despejar el edificio conmemorativo y crear un jardín. Se crearon ventanas en el hastial este y se volvió a demoler el ala lateral. En el lado del patio, había un arco doble, de arco plano, colocado delante del edificio en el primer piso. Desde 1891, la planta superior albergaba la colección arqueológica del Club de Antigüedades de Eisleben.

### Situación actual
Ambos edificios pertenecen a la Fundación de Monumentos a Lutero de Sajonia-Anhalt desde 1997.
Entre 2005 y 2007 se llevaron a cabo amplios rediseños. La casa donde nació Lutero fue renovada y restaurada. Se eliminaron todos los objetos extraños que se habían añadido a lo largo del tiempo para el uso del museo. La casa adyacente, en la calle Lutherstrasse, se compró y se conectó a la casa natal. Entre ésta y la escuela para pobres, en la zona del patio trasero, se construyó un moderno edificio de conexión de dos plantas en otra propiedad vecina. El resultado es un complejo en forma de herradura; la superficie de exposición se amplió de 500 a 700 metros cuadrados (arquitecto Jörg Springer, Berlín). El 8 de mayo de 2010, la remodelación realizada por el estudio Springer Architects recibió el premio BDA "Nike" en la categoría "beste Raumbildung".

## La muestra
La exposición permanente, inaugurada en 2007, se titula Von daher bin ich - Martin Luther und Eisleben y está dedicada a la familia de Lutero. También muestra las actividades mineras de su padre.